# Marginella gennesi
Marginella gennesi is een slakkensoort uit de familie van de Marginellidae. De wetenschappelijke naam van de soort is voor het eerst geldig gepubliceerd in 1901 door H. Fischer.